# Шамкир
Шамки́р (азерб. Şəmkir) — город в Азербайджане, административный центр Шамкирского района. Находится в северо-западном регионе Азербайджана, в 399 км от столицы Баку.

## География
Расположен в северных предгорьях Малого Кавказа, на берегах реки Джагирчай на автодороге Тбилиси — Евлах, в 4 км от железнодорожной станции Далляр.

## Этимология
Топоним «Шамкир» относится к так называемым «немым» топонимам, смысл которых неизвестен.
Согласно А. Бакиханову, название «Шамкир» происходит от правителя Табаристана Шамкира бин Зийадина. Топоним «Шамкир» упоминается арабскими авторами IX века Аль-Балазури и Ибн аль-Факихом как известный в VII веке.

## История

### Доисторическая эпоха
При изучении памятников неолита в Азербайджане Яковом Гуммелем в Шамкире были обнаружены древние захоронения.

### Античная история
Американский историк Роберт Хьюсен выдвинул предположение, что на территории исторической области Сакасены в направлении Шамхора находился посвященный богине луны Селене храм Яшу Хош, название которого связано с утийским словом «хаш» («луна»). Также Р. Хьюсен считает возможным, что Шамхор располагался в пределах области «Малая Армения», которая упоминается Плутархом в описании кампании Помпея в Кавказскую Албанию в 65 году до н.э. В более поздний период здесь находилась кафедра епископа Церкви Кавказской Албании.

### Средние века
Иван Щеблыкин приводит сведения Гевонда Алишана, который основателями города указывает представителей рода Каневманьян, являющегося ответвлением армянского княжеского дома Мамиконянов:
Близ реки Шамхор имеется селение Айрум, и к югу на левом берегу имеется селение Шамхор близ развалин города Шамкора или Шамхора, который построен в VI веке. Говорят, что он построен родом Каневманьян, что это род Мамиконянов; их древних поселений очень много в этом районе.

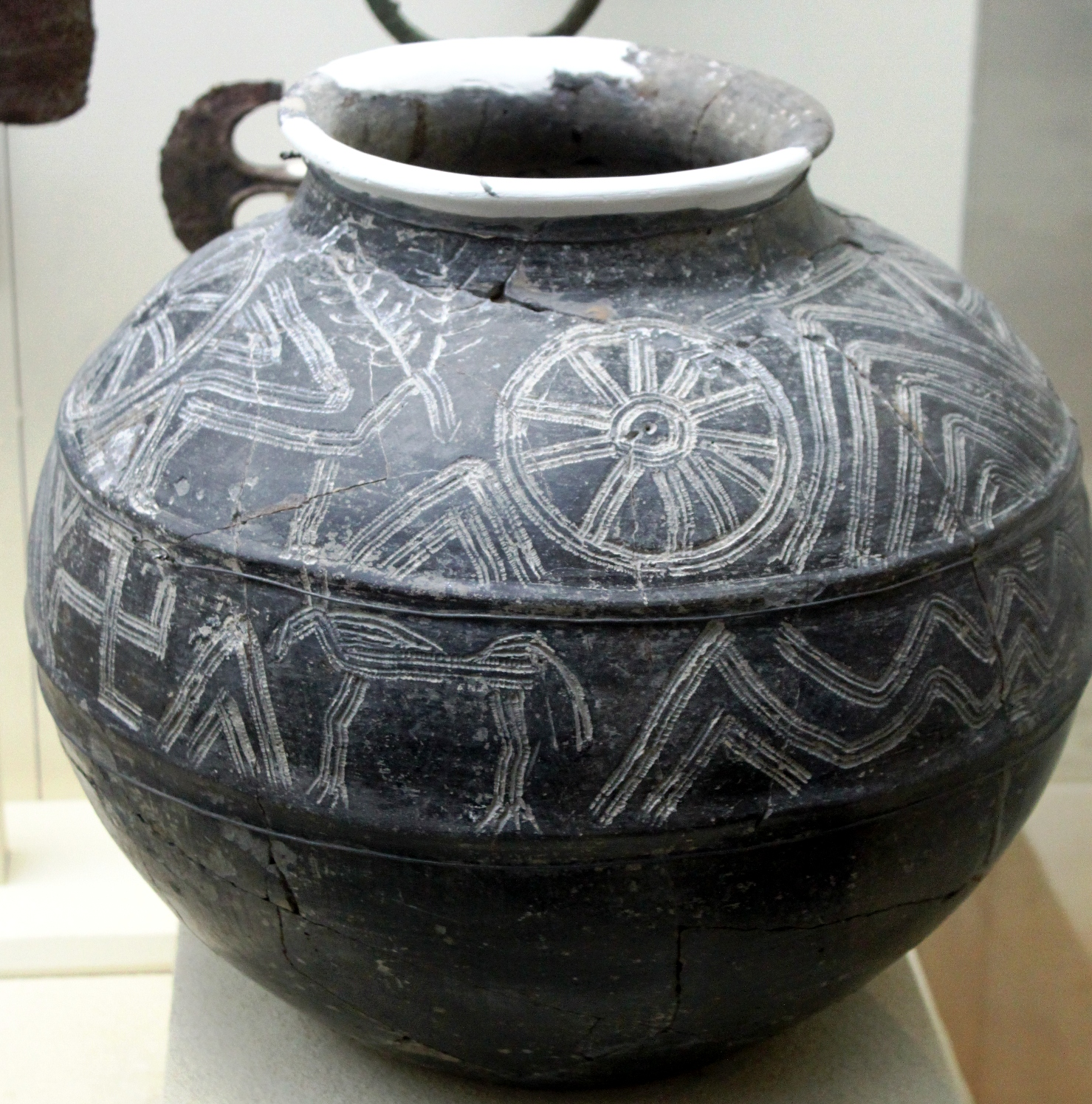
Глиняная посуда XVI—XV вв. до н. э., найденная при раскопках близ Шамкира

Город известен с V века как Шамкур — крупный торговый и ремесленный центр Персии.
В 652 году взят арабскими войсками. В эпоху праведных халифов (в частности, во время халифа Усмана) арабские командиры Салман ибн Рабиа и Хабиб ибн Маслама вели рейды в Армению и Арран, а примерно в 645 году покорили главный город Аррана Партав. В этот период мусульманские гарнизоны были размещены также в других городских центрах, в том числе и в Шамкуре. Британский историк Клиффорд Эдмунд Босуорт отмечает, что мусульманские географы располагают Шамкур в Арране. Например, Ибн Хаукаль в X веке называл Шамкур одним из городов в Арране, который был «красив, плодороден с обширными угодьями».
В 737 году в Шамкире были поселены хазары после похода арабского военачальника Мервана на Волгу. В 752 году город был разрушен жившими поблизости савирами, выступившими против арабов.
В середине VIII века западнее от Шамкира поселилось венгерское племя Севордик (арм. «Чёрные сыны»; в арабских источниках - Сийавурдийа). Вл. Минорский отмечает, что последние исповедовали армянскую веру и жили к западу от пограничного города Шамкур, принадлежащего курдской династии Шеддадидов. Согласно «Кембриджской истории Ирана», это венгерское племя было арменизированным.
Джон Багнелл Бьюри отмечает, что в IX веке венгры Севордик разрушили город Шамкор, и губернатор Армении в 854—855 годах снова заселил его, на этот раз хазарами, которые были обращены в ислам.
С 982 года Шамхор входил в состав восточноармянского царства Гардман-Парисос, которое в 1017 году было захвачено Лори-Дзорагетским царством армянских Багратидов (1017—1240 гг.). Это дало возможность последним претендовать на титул «правителей Албании».
В начале XI века во время правления грузинского царя Баграта III эмир Фадлун из династии Шеддадидов, воспользовавшись предположительно разногласиями между правителями Картли и Кахети, вторгся в Кахетию и Эрети. Баграт III обратился за помощью к армянскому царю Гагику I. Союзники встретились в Зоракерте (возможно, Дзорагет, долина недалеко от Агстева). Они осадили город Шамкир и с помощью баллист разрушили его стены. Не дожидаясь разрушения крепости, Фадлун попросил мир и заявил о своей покорности Баграту. 
В 1195 году в Шамхорской битве близ города полководцы грузинской царицы Тамары разбили войска атабека Абу Бекра из сельджукской династии Ильдегизидов. В XII—начале XIII века Шамкир входил в состав Грузинского царства. 
В XIII веке Шамхор, наряду с другими областями северной и восточной Армении, был завоеван монголами. В 1235 году монголы уничтожили его. В это время город Шамкир находился во владениях Ваграма Гагеци, племянника правителя княжества Закаридов Иване Мхаргрдзели (Закарян). Ваграм и его сын Агбуга во время монгольской осады находились в Гардмане и отказались помогать жителям города несмотря на их призывы. После завоевания региона монголы образовали особый «Гюрджистанский вилайет» (Грузинская провинция), который состоял из восьми туманов. Согласно доктору Оксфордского университета Байарсайхану Дашдондогу, «три тумана были армянскими, а именно: земли Закаридов Ани и Карса, Авагидов - в Сюнике и Арцахе и Ваграмидов (Гаг, Шамкор и окрестности)».

### Новое время
С первой четверти XVI века до начала XIX власть правителей (хакимов) Шамкира находилась в руках наследственных глав кызылбашского племени шамсаддинлу-зулкадар. Шамсаддинлу-зулкадары были кочевниками и жили к западу от Гянджи.

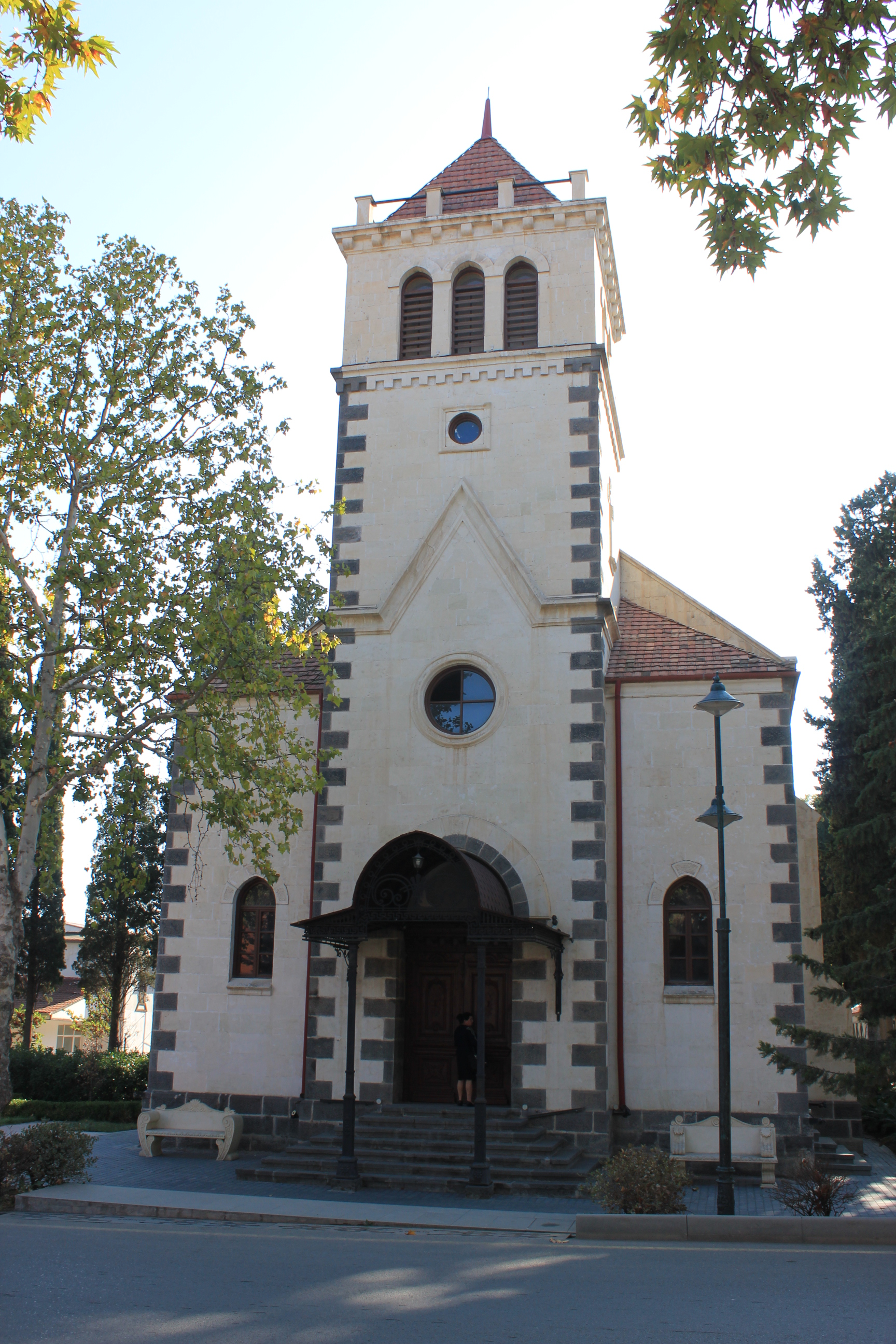
Лютеранская кирха, построенная немецкими переселенцами

Во время военных действий против Гянджинского ханства Шамкир в 1803 году был занят русскими войсками и присоединен к России. Во время русско-персидской войны 3 сентября 1826 года под Шамкиром была разбита 10-тысячная шахская гвардия (см. Шамхорская битва). В 1818 году на месте Шамкира возникла колония немцев, переселившихся из Вюртемберга — Анненфельд.
С 1914 года — Аннино, с 1924 года — Шамхор.
В январе 1918 года на перегоне Даляр-Шамкир произошла Шамхорская резня — вооруженное нападение татарских (азербайджанских) вооруженных групп на русских солдат, возвращавшихся с Кавказского фронта.
29 сентября 1938 года Шамхор получил статус посёлка городского типа. В 1944 году пгт Шамхор получил статус города. 7 февраля 1991 года Шамхорский район был уточнён как Шамкирский, и, соответственно, город Шамхор — Шамкир.
В 2019 году по распоряжению президента Азербайджана историческая территория Шамкирского района «Древний город Шамкир» объявлена Государственным историко-культурным заповедником.

## Экономика
В городе расположены коньячный и винный заводы, комбинат местной промышленности и плантации многих предпринимателей.

## Население
По всесоюзной переписи населения 1989 года в Шамхоре проживало 27 917 человек. В 2002 году — 35 тысяч жителей, на 2012 год — 67 668 человек.

## Достопримечательности
- Лютеранская кирха, построенная немецкими переселенцами
- Крепость Шамхор[6]
- Крепость Кер-оглы Кала XVII века[6]
- Мост XVII века[6]
- Комплекс Победы 1975 года
- Памятники «Кровавому январю»
- бюст Алиага Шихлинскому